# Reevesia rubronervia
Reevesia rubronervia är en malvaväxtart som beskrevs av Hsue. Reevesia rubronervia ingår i släktet Reevesia och familjen malvaväxter. Inga underarter finns listade i Catalogue of Life.